# Svoga tela gospodar (1957.)
Svoga tela gospodar, crnobijeli 35-milimetarski film koji je 1957. godine snimio zagrebački Jadran film po istoimenoj pripovijetci Svoga tela gospodar Slavka Kolara. Film je režirao Fedor Hanžeković, snimio ga je Oktavijan Miletić, glazbu je napisao Fran Lhotka, scenograf je bio Želimir Zagotta, a montažerka Blaženka Jenčik. Dozvolu za prikazivanje film je dobio 16. rujna 1957. godine.
Glavne su uloge u filmu tumačili: Marija Kohn, Mladen Šerment, Julije Perlaki, Nela Eržišnik i Viktor Bek.

## Radnja
Pritisnut velikim siromaštvom, naočiti momak ženi se hromom djevojkom koja donosi bogati miraz. Točnije, mladi Iva svojim je nemarom na paši skrivio smrt obiteljske junice, stoga se mora pokoriti želji strogog oca Jakova i oženiti se njemu neprivlačnom i hromom Rožom, starijom kćerkom imućnih suseljana. Roža je dobra duša i naočiti Iva joj se sviđa, no on ju sustavno ignorira, ogorčen prisilnim ulaskom u brak. Kako ne može prijeći preko njene mane, muči i sebe i nju, ostajući "svoga tela gospodar".

## Vanjske poveznice i izvori
1. ↑  Filmski programi

- Svoga tela gospodar u internetskoj bazi filmova IMDb-a
- "Filmografija jugoslovenskog dugometražnog igranog filma 1945-1980", Institut za film i "Filmograf", Beograd, 1981. (str. 13)